# 皮卡德陨石坑
皮卡德陨石坑(Picard)是月球正面位于危海西南部的一座年轻小月坑，形成于32亿年-11亿年前的爱拉托逊纪，其名称取自十七世纪法国天文学家及大地测量学家让·皮卡尔，1935年被国际天文学联合会批准接受。

## 描述

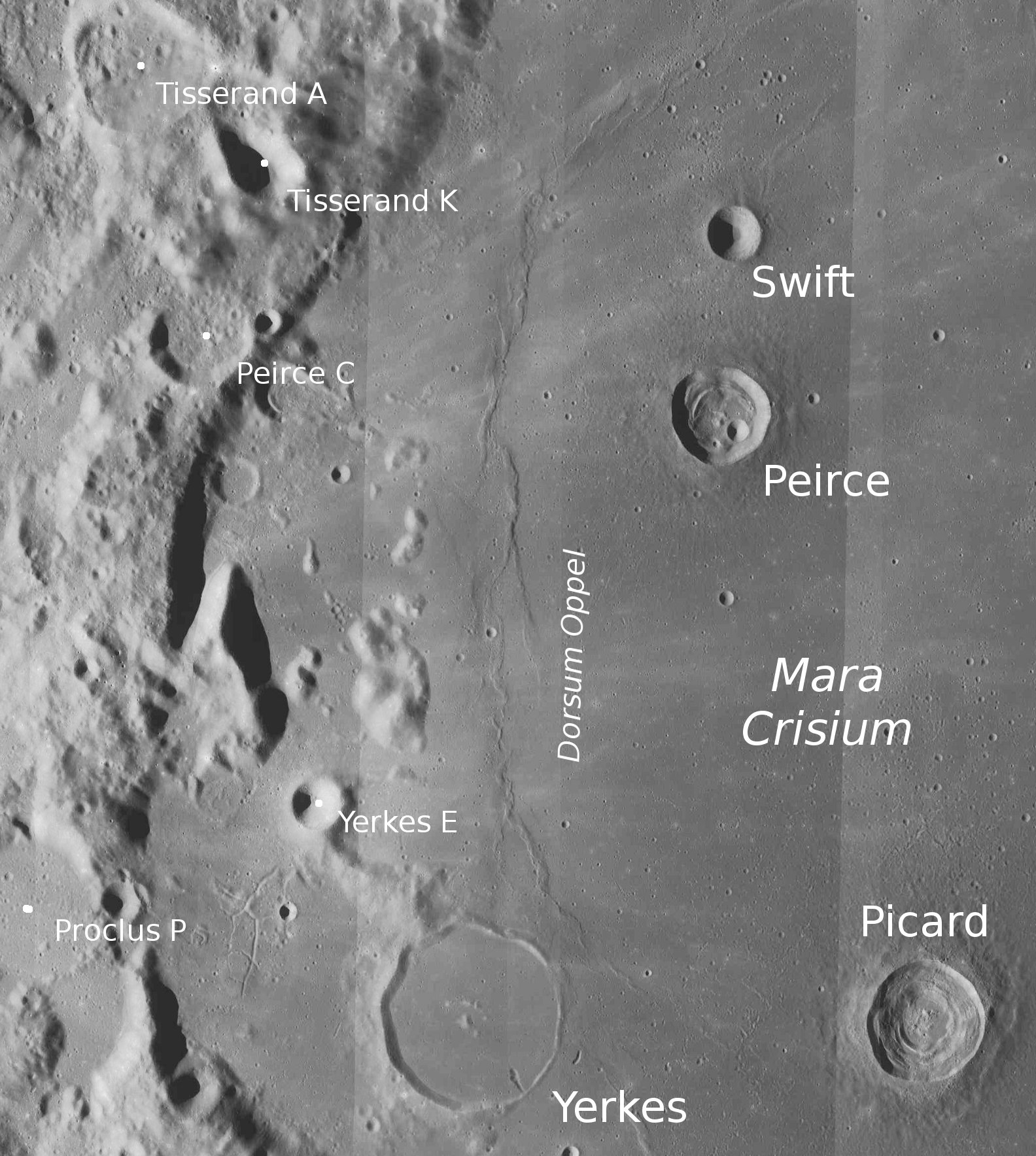
皮卡德陨石坑周边图，月球勘测轨道飞行器 拍摄。

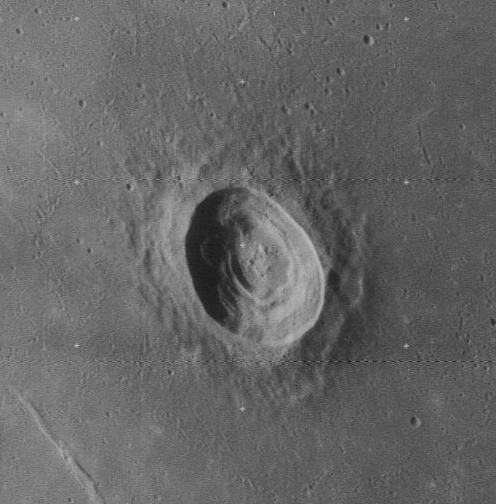
月球轨道器4号拍摄的斜视图

它是危海中最大的未掩没陨坑，西侧则是几乎已完全填塞的耶基斯坑，西北偏北是略小的皮尔斯陨石坑，东面从北到南分布着埃克特、柯蒂斯和格里夫斯三座小陨坑。另外，在东面和西北偏西方分别绵延着泰尔米埃山脊和奥佩尔山脊。
皮卡德陨石坑的中心月面坐标为14°34′N 54°43′E / 14.57°N 54.72°E，
直径22.4公里，深度2320米。
皮卡德陨坑外观接近圆形，东西略长，西侧稍向外鼓；坑壁边缘清晰，外侧坡宽阔，由于地震造成的底表塌陷，内侧壁形成了一系列的梯田结构，坑底最深处位于边缘以下2000米，中部有一座小山。陨坑整体侧壁高出周边地形910米，内部容积约为300公里³。在施罗特亮度表中，该陨坑壁的明暗等级为5½°。
该陨坑的形态特征属于"TRI 型"(以该类月坑的典型代表特里斯纳凯尔陨石坑命名)，曾记录到在月食期间有温度异常，主要是陨石坑地质龄较短，缺少足够提供隔热作用的表岩屑所致。

## 月球瞬变现象
皮卡德陨石坑曾被观察到其表面模糊变暗的月球瞬变现象(TLP)。

## 卫星陨石坑

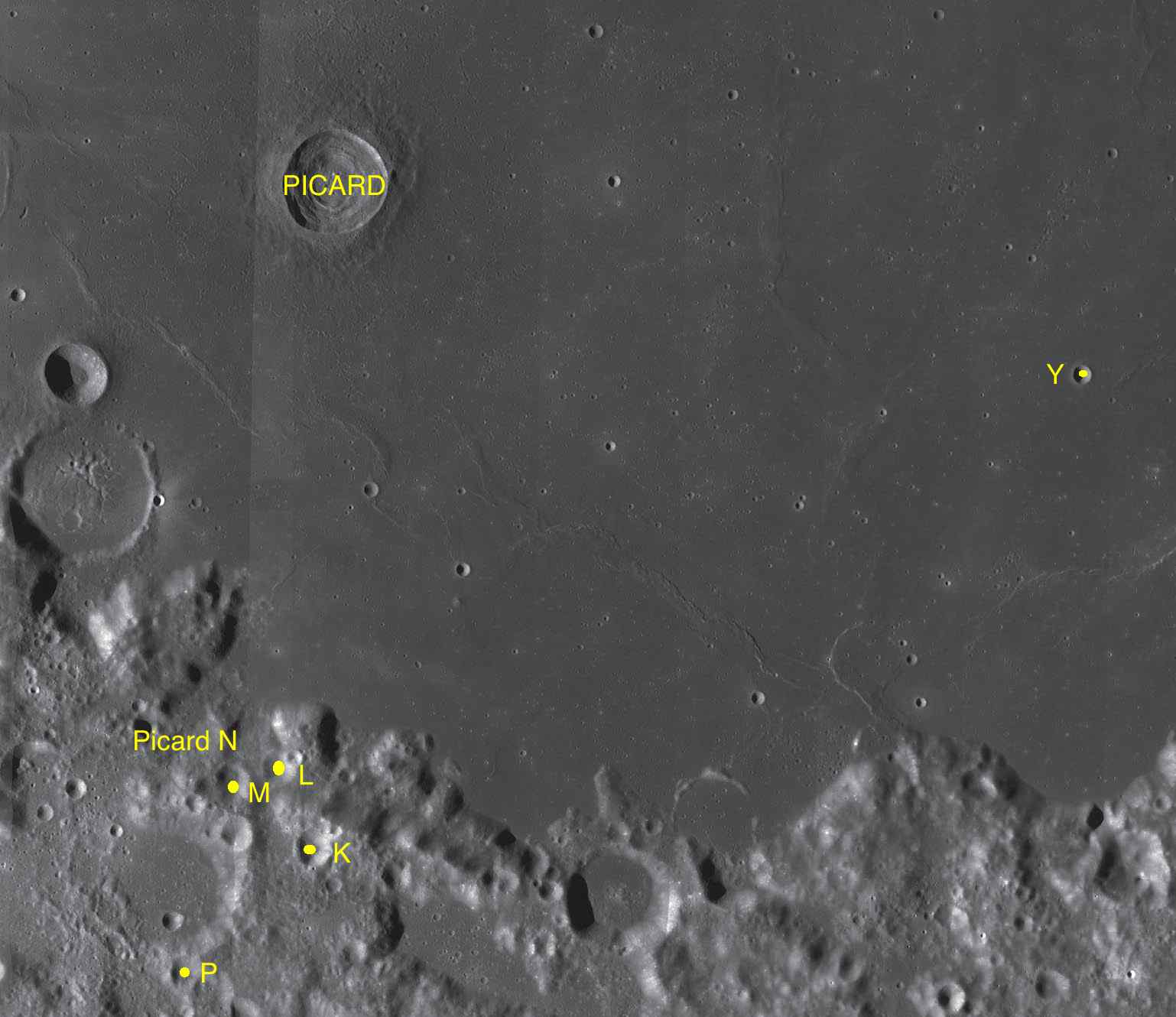
LAC-62 地图.

按惯例，最靠近皮卡德陨石坑的卫星坑在月图上以字母标注在该坑中心点的旁边.
| 皮卡德 | 月面坐标                          | 直径, 公里 |
| ------ | --------------------------------- | ---------- |
| K      | 9°44′N 54°34′E / 9.73°N 54.56°E   | 9          |
| L      | 10°19′N 54°19′E / 10.32°N 54.31°E | 7          |
| M      | 10°13′N 53°57′E / 10.21°N 53.95°E | 8          |
| N      | 10°31′N 53°34′E / 10.52°N 53.57°E | 19         |
| P      | 8°49′N 53°37′E / 8.82°N 53.62°E   | 8          |
| Y      | 13°11′N 60°16′E / 13.18°N 60.27°E | 4          |

以下陨石坑已被国际天文学联合会重新更名：
- 卫星坑"皮卡德 G" — 查看 特巴特陨石坑；
- 卫星坑"皮卡德 H" — 查看 沙普利陨石坑；
- 卫星坑"皮卡德 X" — 查看 华伦海特陨石坑；
- 卫星坑"皮卡德 Z" — 查看 柯蒂斯陨石坑。